# Enyo gorgon
Enyo gorgon là một loài bướm đêm thuộc họ Sphingidae. Loài này có ở México đến phần phía bắc của Nam Mỹ.
Sải cánh dài 66–72 mm. Con trưởng thành bay từ tháng 5 đến tháng 6, tháng 8 đến tháng 9 và từ tháng 12 đến tháng 1 tại Costa Rica. Ở Bolivia, cá thể trưởng thành được ghi nhận từ tháng 10 đến tháng 11. Nó được ghi nhận vào tháng 8 ở Mato Grosso tại Brazil và vào tháng 2 ở Peru.
Ấu trùng ăn các loài Vitaceae, bao gồm Vitus tiliifolia, cũng như Tetracera volubilis của họ Dilleniaceae.

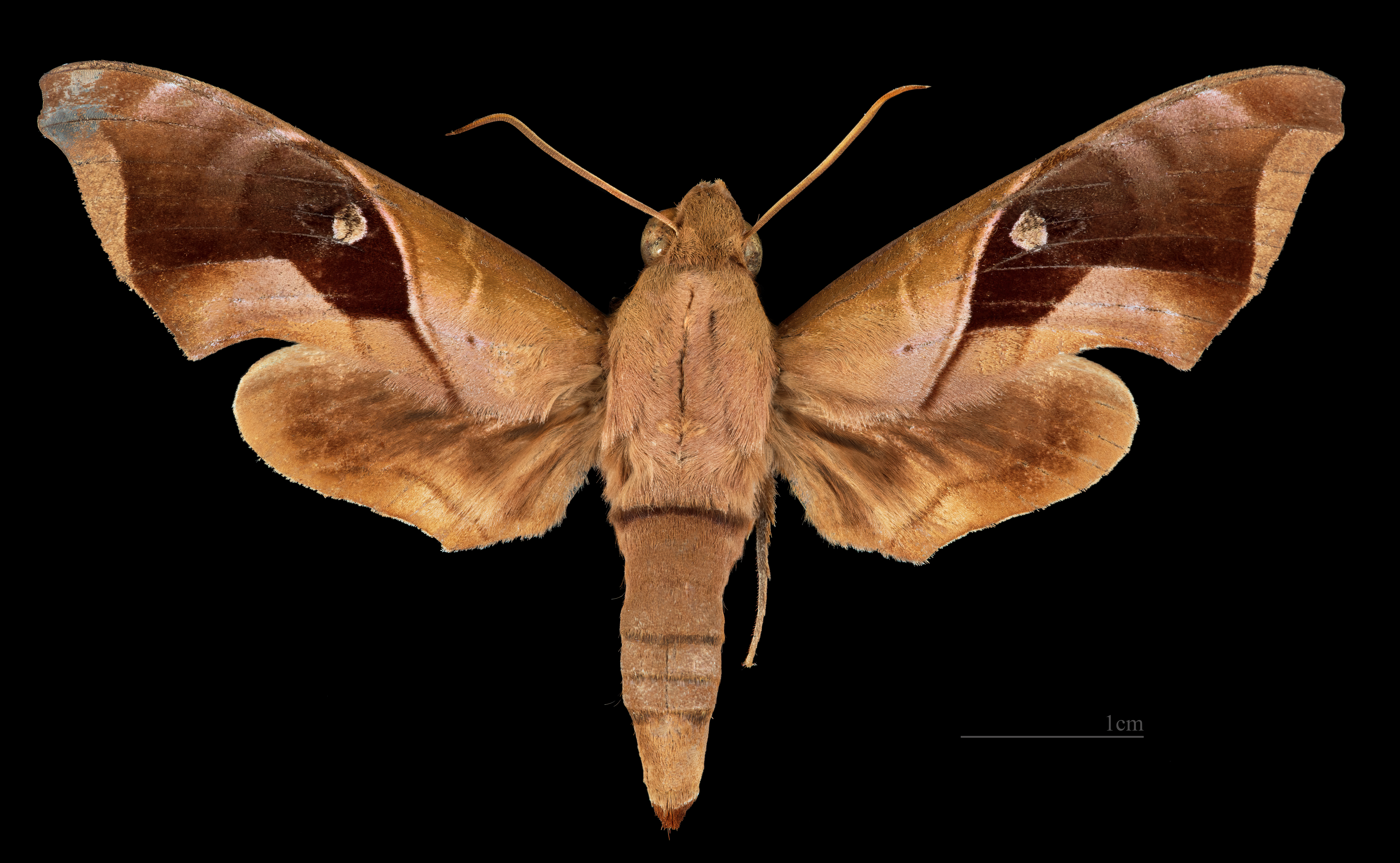
♀
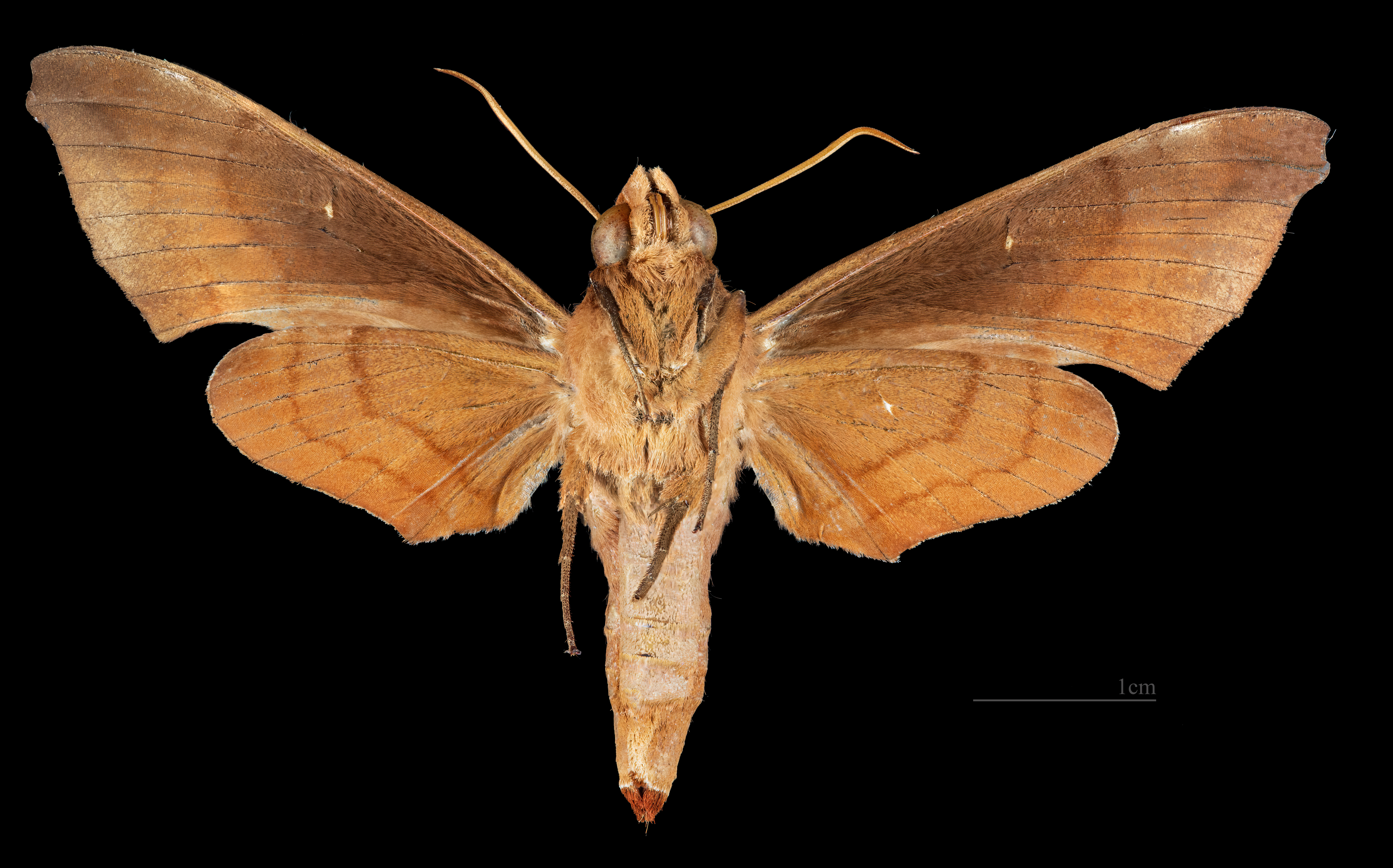
♀ △

## Hình ảnh

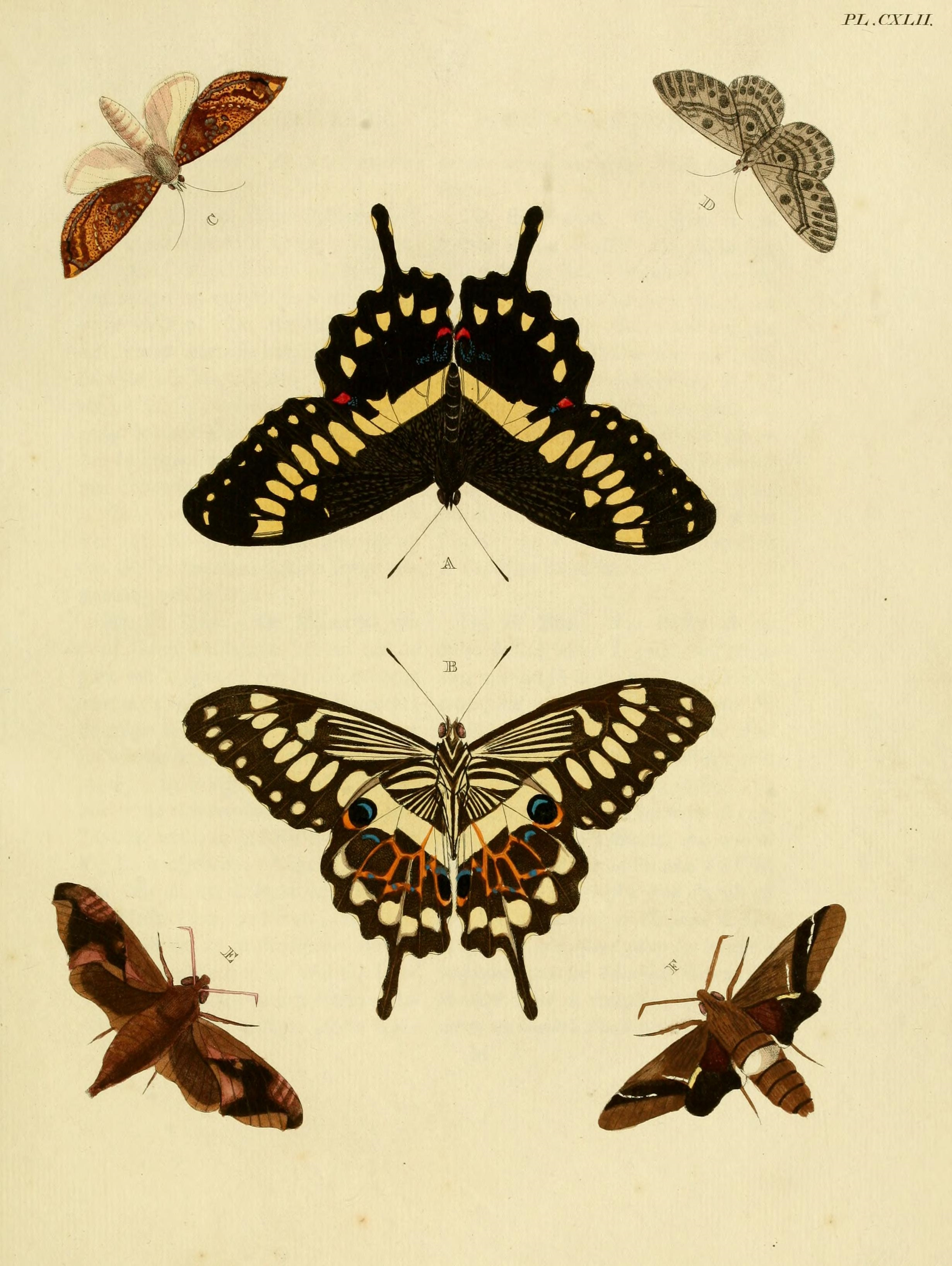
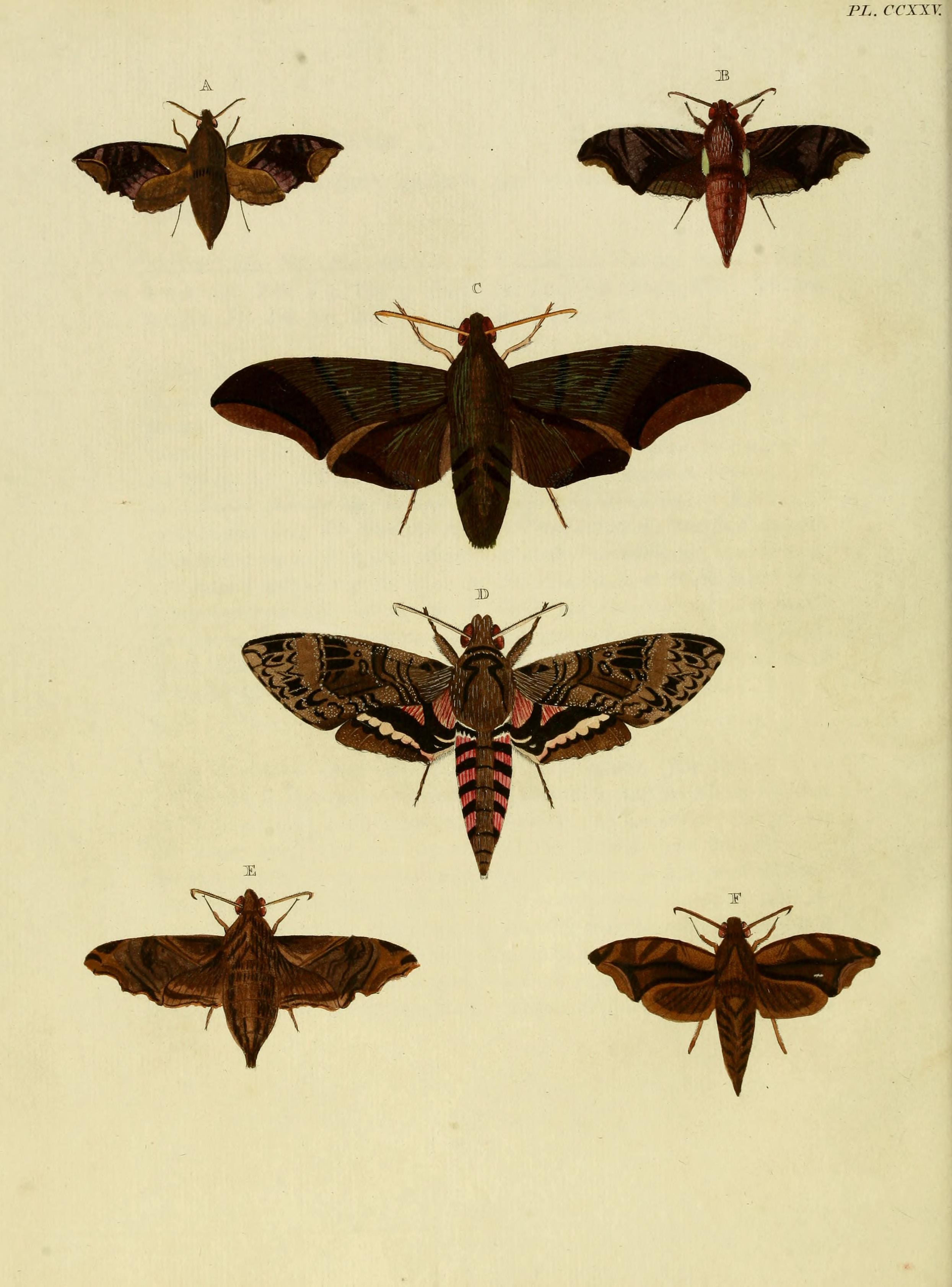